# Râul Filiorul
Râul Filiorul sau Râul Filioara este un curs de apă, afluent al râului Agapia. 

## Hărți
- Parcul Vânători-Neamț